# Kedungturi (Gudo)
Kedungturi is een bestuurslaag in het regentschap Jombang van de provincie Oost-Java, Indonesië. Kedungturi telt 2086 inwoners (volkstelling 2010).